# 格哈德·彼得里奇
格哈德·彼得里奇（德語：Gerhard Petritsch，1940年9月2日—），奥地利男子射击运动员。他曾代表奥地利参加1972年、1976年、1980年和1984年夏季奥林匹克运动会射击比赛，其中1980年奥运会获得一枚铜牌。